# Tarzan İstanbul’da
Tarzan İstanbul’da (englisch: Tarzan in Istanbul) ist ein türkischer Spielfilm aus dem Jahr 1952. Regie führte Orhan Atadeniz, welcher auch das Drehbuch verfasste. Der Film verwendet die Figuren von Edgar Rice Burroughs, ohne offizielle Lizenz.

## Handlung
Der Journalist Tekin sucht im Auftrag des Geschäftsmannes Cemil in Afrika nach Spuren, die das Verschwinden von Cemils Bruder, seiner Frau und deren kleinen Sohns erklären. Neben einem Skelett findet Tekin die Aufzeichnungen der Familie. Hier wird von einem entdeckten Schatz und seinem Versteck am Todesberg berichtet. Offensichtlich wurde die Familie während der Rückreise in die Türkei von Ureinwohnern angegriffen und getötet. Cemil begibt sich mit Tekin auf die Schatzsuche. Mit dabei sind der Pilot Tevfik und seine Co-Pilotin Necla. In Afrika wird der erfahrene Führer Kunto für die Expedition zum Todesberg angeheuert. Kunto erkennt schnell, dass die Gruppe nach einem Schatz sucht und beschließt, sie zu hintergehen.
Tekins Gruppe, durch einen Angriff von Einheimischen geschwächt, gelingt es trotzdem, den Schatz zu finden. Als das Camp in der Nacht von einem Löwen angegriffen wird, kommt Tarzan zu Hilfe. Niemand im Camp glaubt Necla, die den Dschungelmann beobachtet hat. Erst als Tarzan Cemil und Necla vor einem Krokodil rettet, werden die Zweifel ausgeräumt. Tarzan wird aufgrund seines gravierten Messers als Cemils Neffe identifiziert. Nun zeigt Kunto sein wahres Gesicht, er schießt auf Tarzan und liefert die Truppe den Ureinwohnern aus. Allerdings lässt der Stamm den Verräter und seine Männer hinrichten. In letzter Minute kann der verletzte Tarzan mithilfe des Elefanten Timba und des Schimpansen Cheeta noch Necla, Tekin und Cemil aus den Fängen der feindlichen Krieger retten. Tekin wird während der Flucht tödlich verletzt. Mit seinem Onkel reist Tarzan nach Istanbul.